# دانگ‌فنگ اس‌ایکس۵
دانگ‌فنگ اس‌ایکس۵ یک خودروی اس‌یووی سایز متوسط ساخت شرکت دانگ فنگ است که از سال ۲۰۱۳ تا کنون در دو نسل تولید می‌شود. نسل دوم این خودرو در ایران نیز با نام فردا اس‌ایکس۵ توسط شرکت خودرو سازی فردا مونتاژ می‌شود.

## نسل اول
نسل اول این خودرو برای اولین بار در سال ۲۰۱۳ عرضه شد. نسل اول این خودرو برپایه میتسوبیشی گراندیس تولید شد. تولید این خودرو تا سال ۲۰۱۶ ادامه داشت. این خودرو با دو موتور ۱٫۶ لیتری و ۱٫۸ لیتری تولید می‌شد.
نسل اول این خودرو در طول تولیدش یک‌بار فیس‌لیفت و بروزرسانی شد.

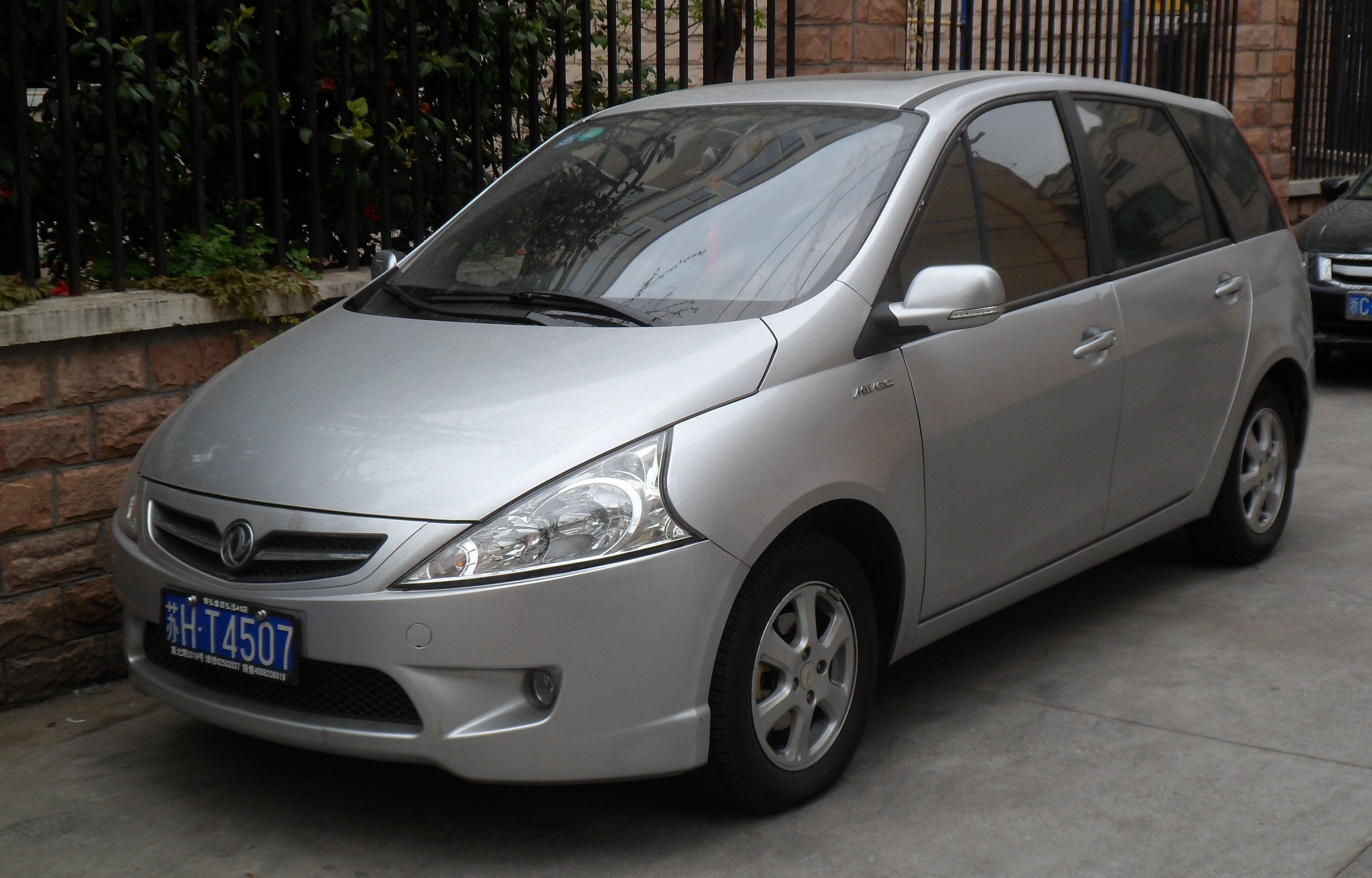
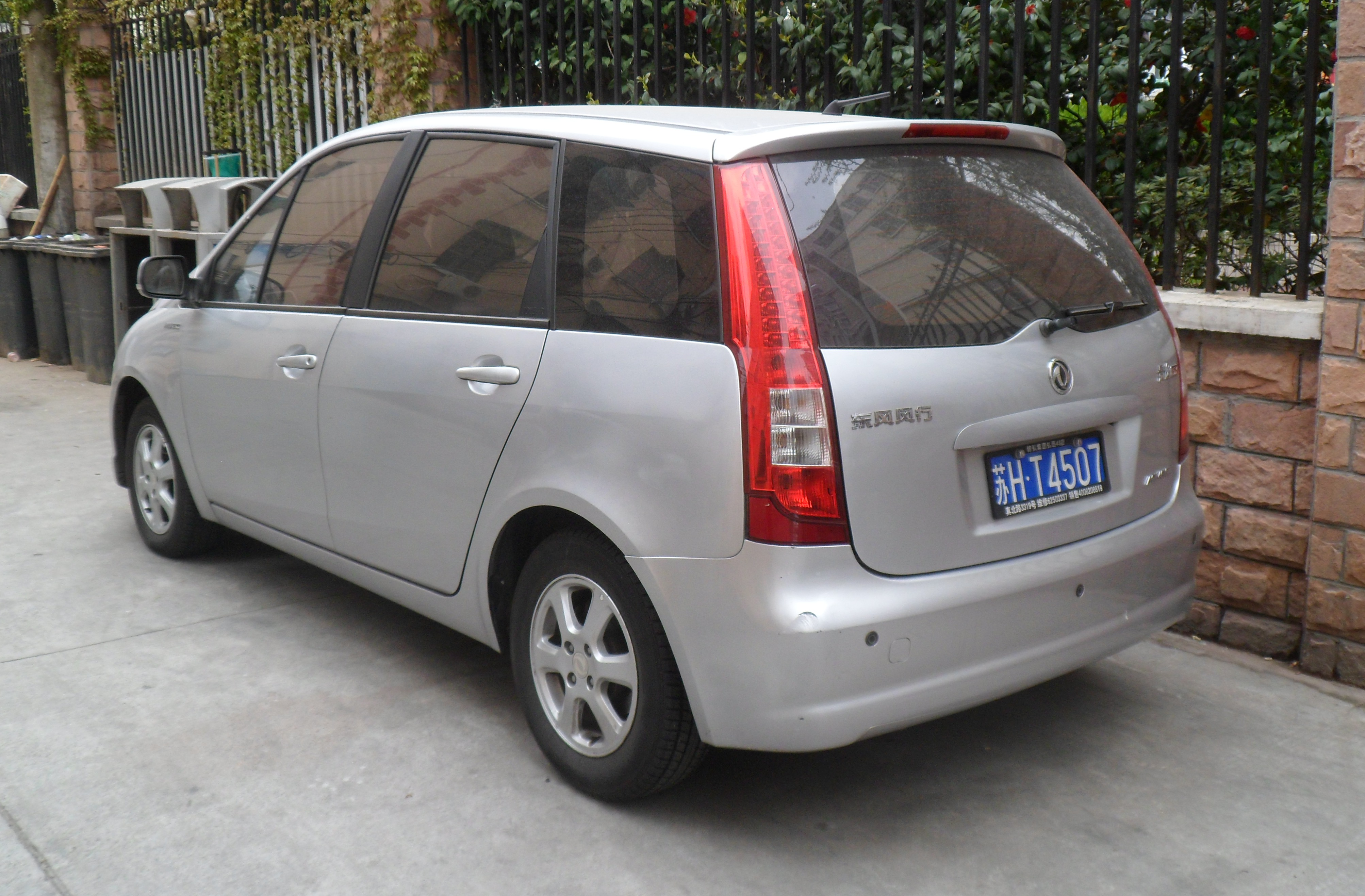
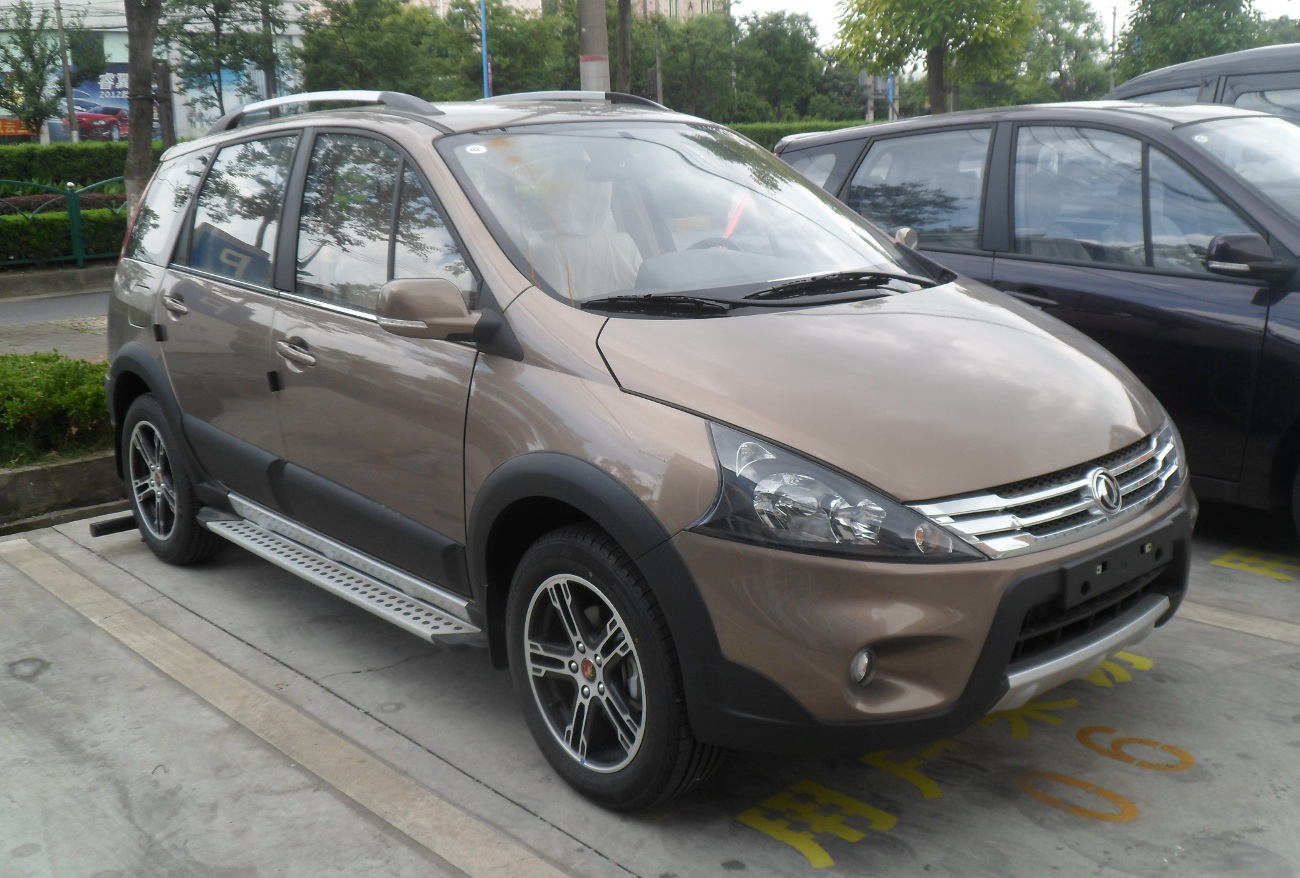
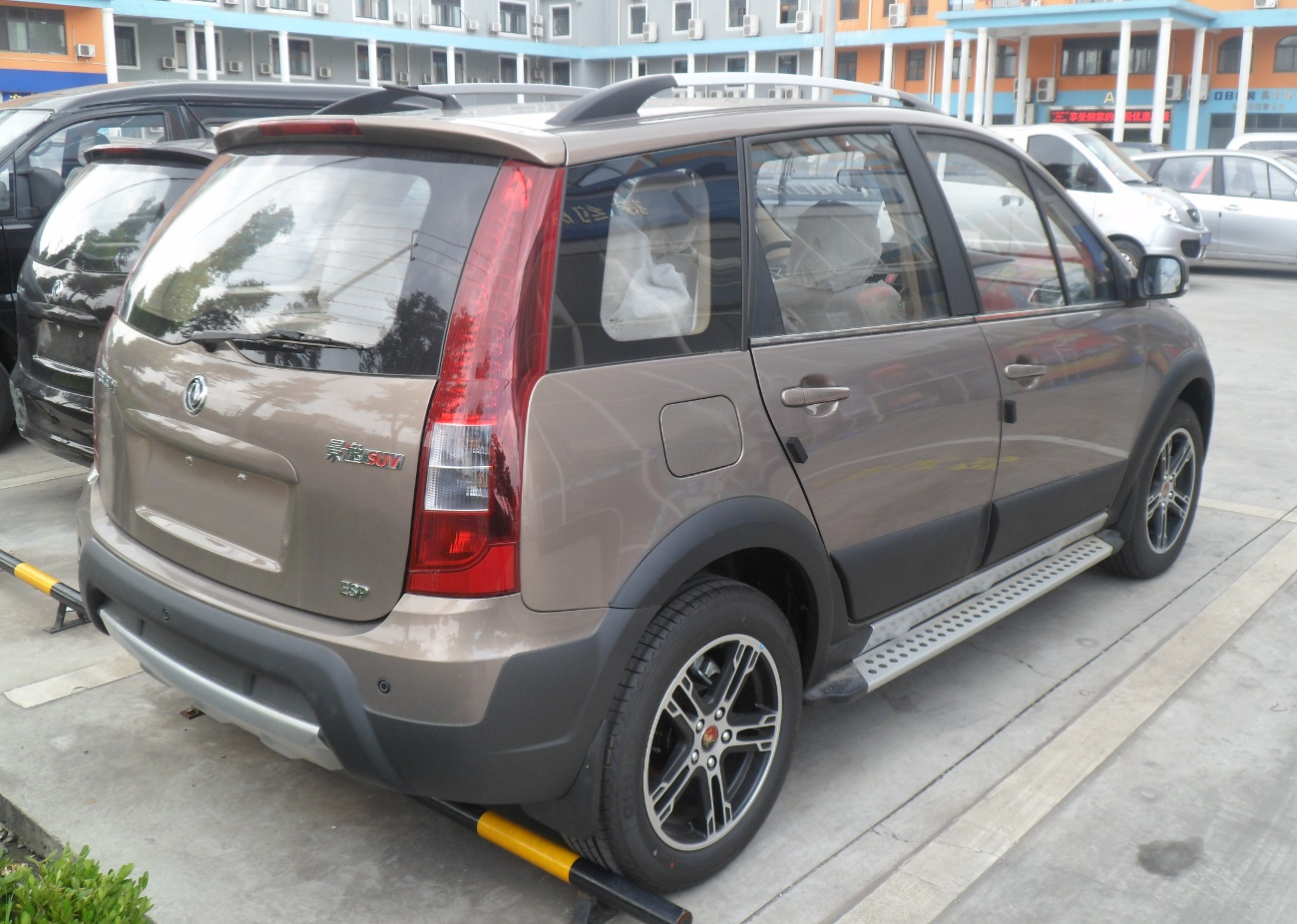
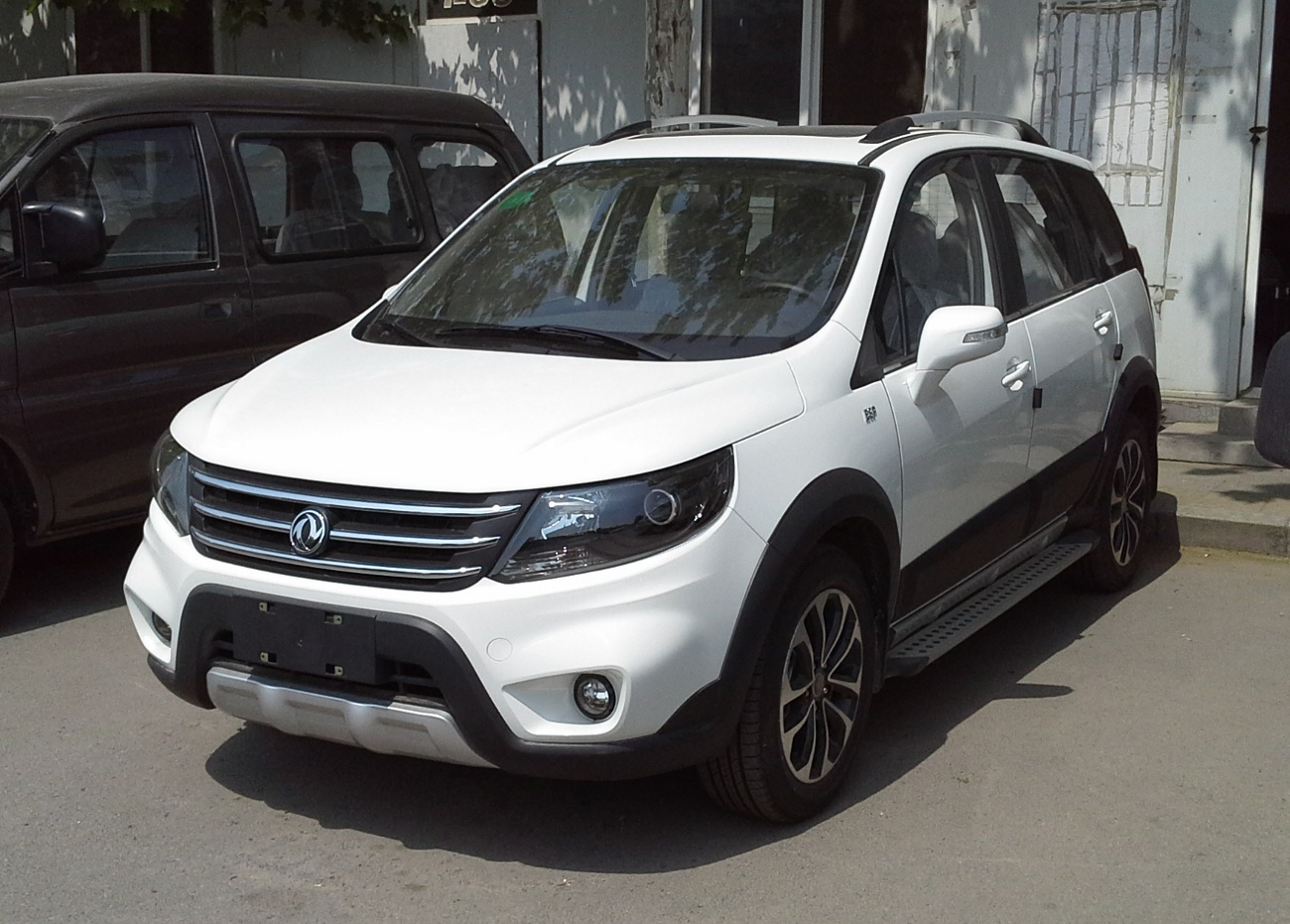

## نسل دوم
نسل دوم این خودرو در سال ۲۰۱۶ در نمایشگاه گوانگژو چین معرفی شد و از همان سال در چین مونتاژ شد.
این خودرو مجهز به دو موتور ۱٫۶ لیتری ۱۲۳ اسب بخاری و موتور ۲٫۰ لیتری ۱۴۷ اسب بخاری مجهز است. این خودرو در ایران توسط شرکت اتومبیل سازی فردا با نام فردا اس‌ایکس۵ مونتاژ می‌شود.
این خودرو در ایران با یک موتور ۱٫۶ لیتری تنفس طبیعی و جعبه‌دنده سی‌وی‌تی عرضه می‌شود. پیشرانه مدل قابل عرضه در ایران ۱۲۳ اسب بخار و ۱۵۱ نیوتن متر گشتاور دارد.

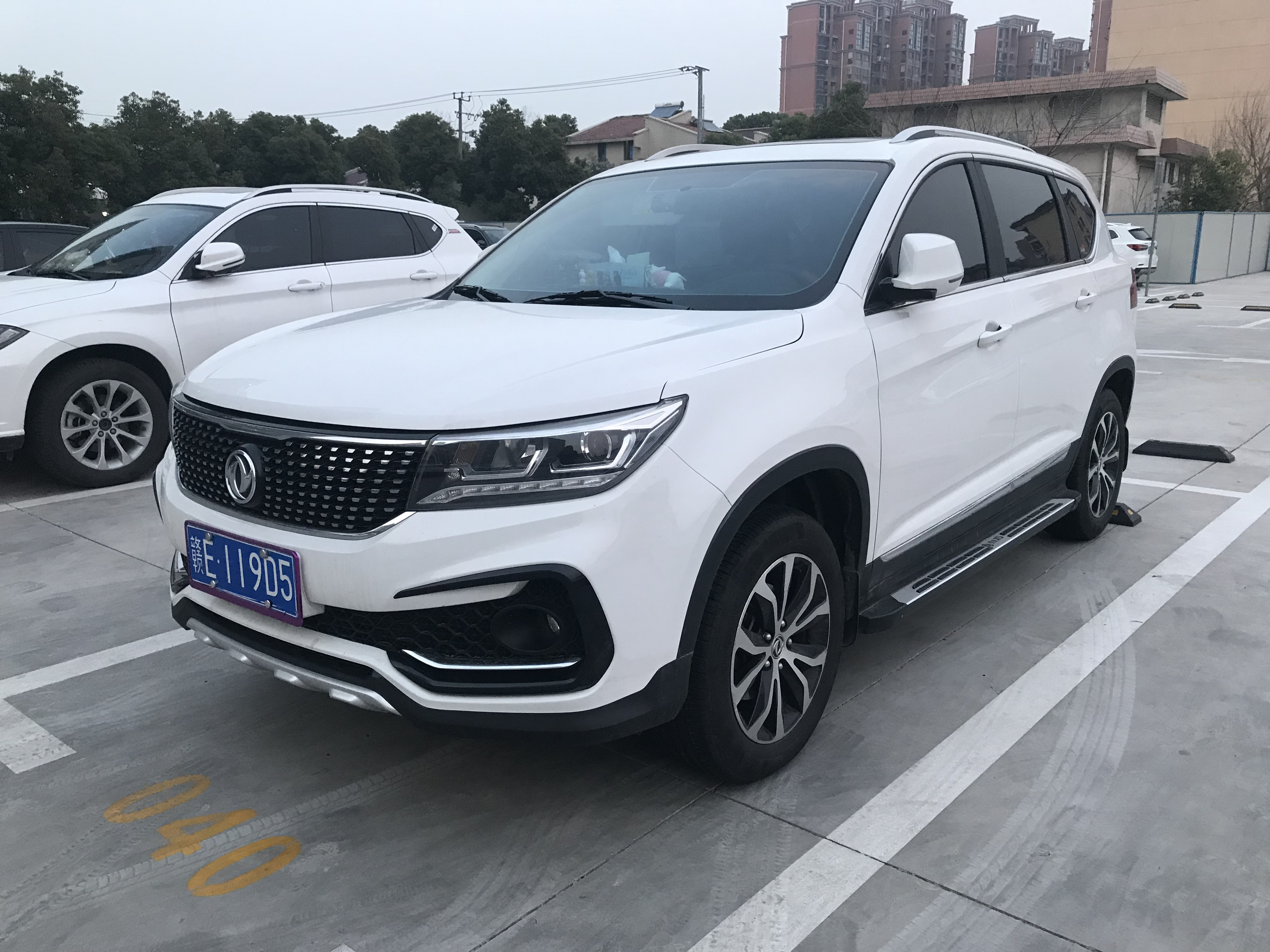
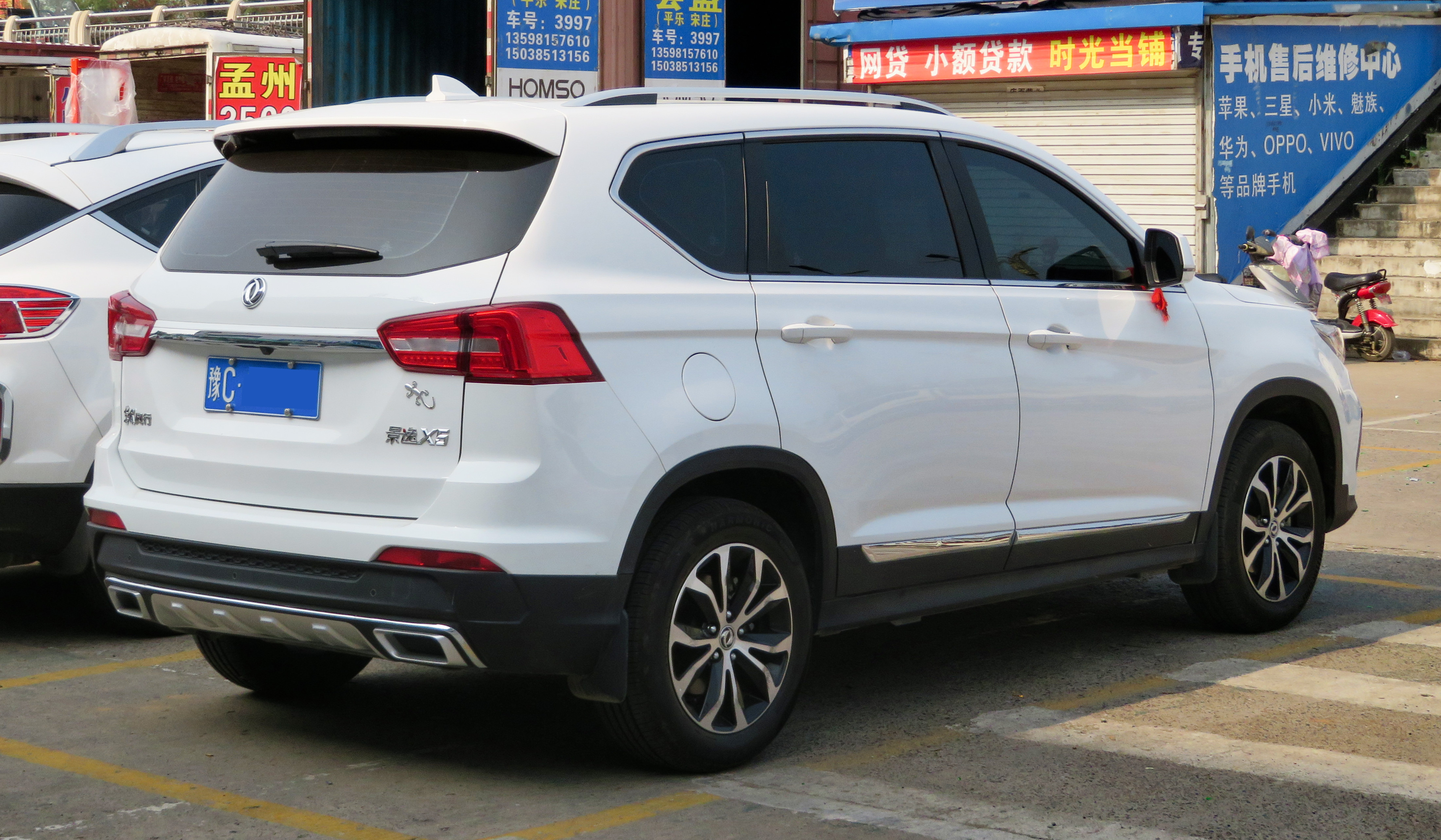
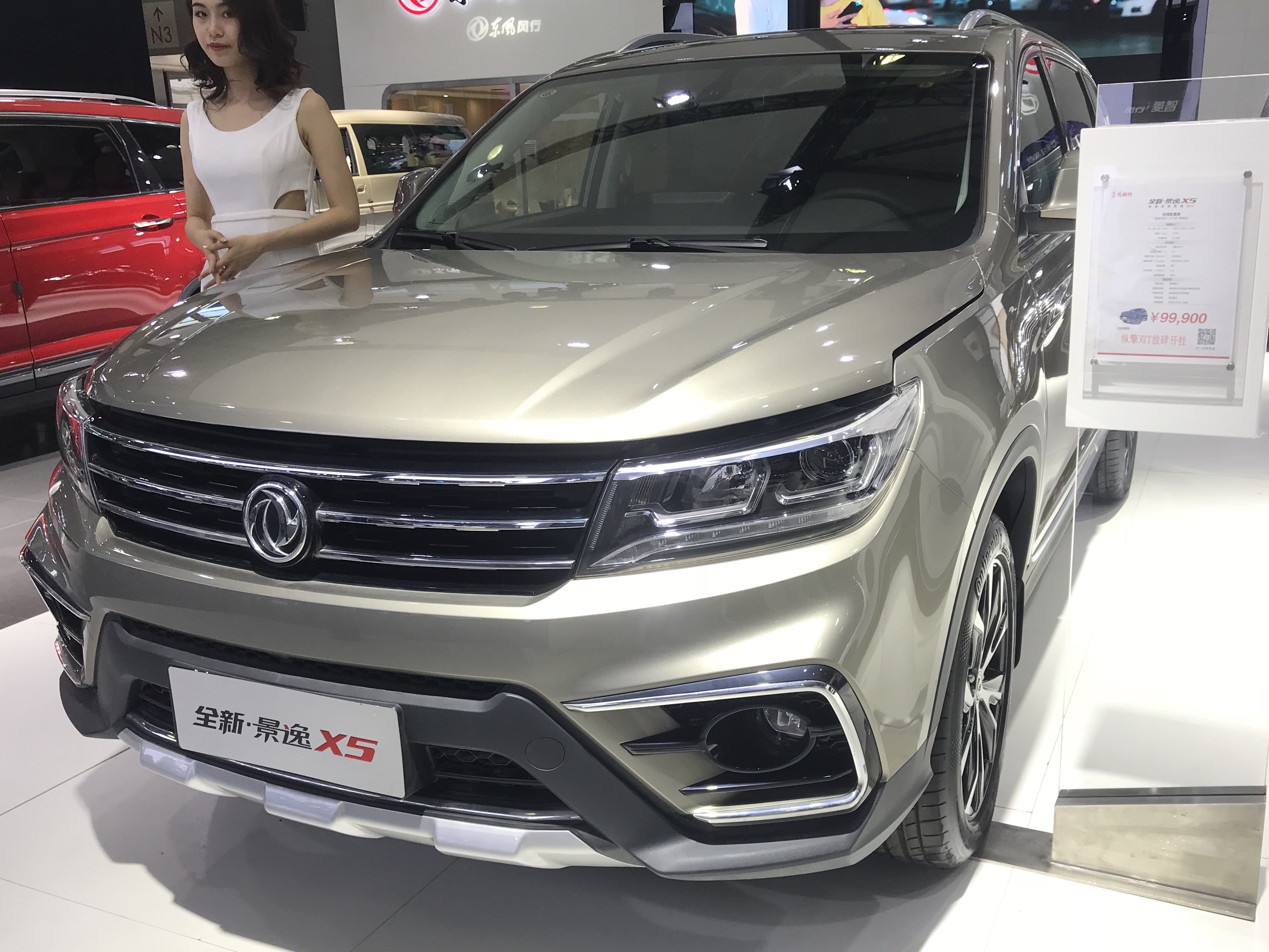

### امکانات
- سانروف
- کروز کنترل
- سیستم مولتی مدیا
- مانیتور ۸ اینچ لمسی
- دوربین دنده عقب
- فرمان برقی با قابلیت تنظیم ارتفاع
- کنترل سیستم صوتی روی فرمان
- اتصال تلفن همراه
- آینه‌های جانبی تاشو برقی
- سیستم تهویه مطبوع الکتریکی
- چراغ هدایت مسیر و اتو لایت
- سیستم کنترل فشار باد لاستیک‌ها
- کامپیوتر سفری